# کلید چند مسیره

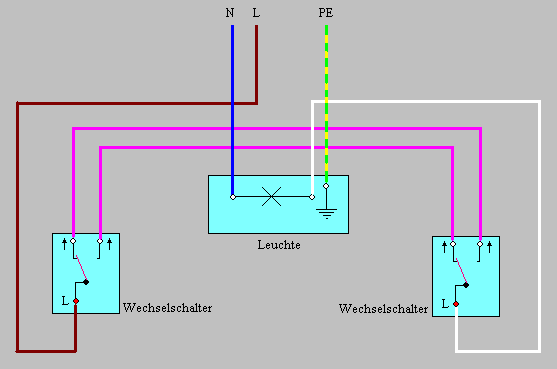
کلید چند مسیره

در سیم‌کشی الکتریکی کلید صلیبی یا کلید چند مسیره  (انگلیسی: Multiway switching) نوعی کلید است که با آن می‌توان لامپ را در دو یا چند نقطه قطع یا وصل کرد.